# Lactuca virosa

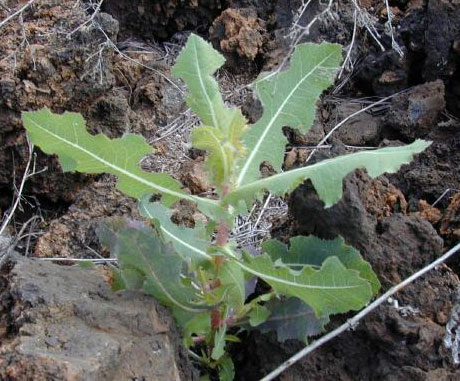
Lactuca serriola, similar a L. virosa pero con hojas más aserradas y ligeramente levantadas en ángulo hacia arriba. L. virosa es más lisa de bordes y horizontal respecto al tallo

La lechuga silvestre (Lactuca virosa) es una planta silvestre, emparentada con la lechuga, pero no es comestible. 

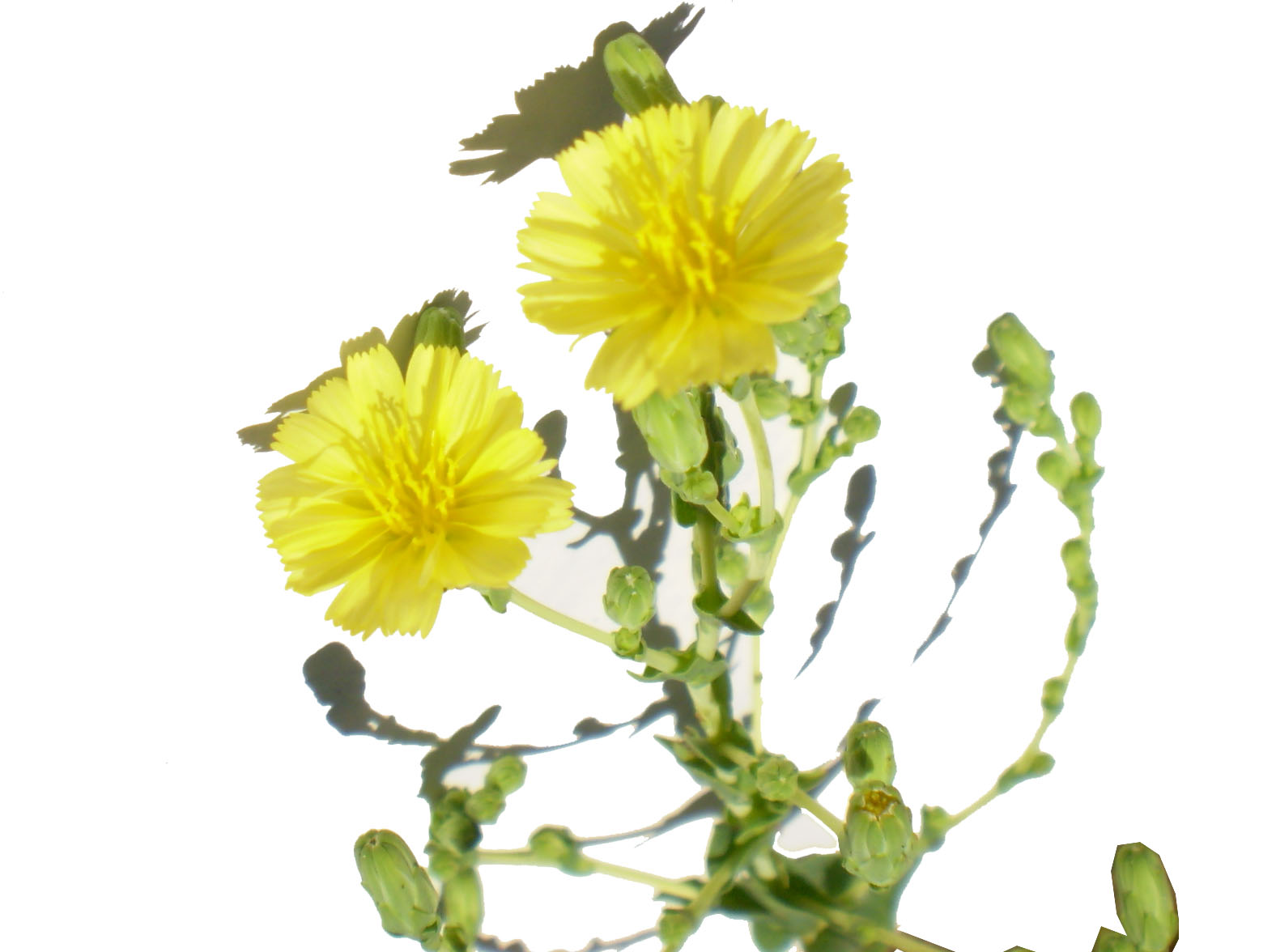
Ilustración

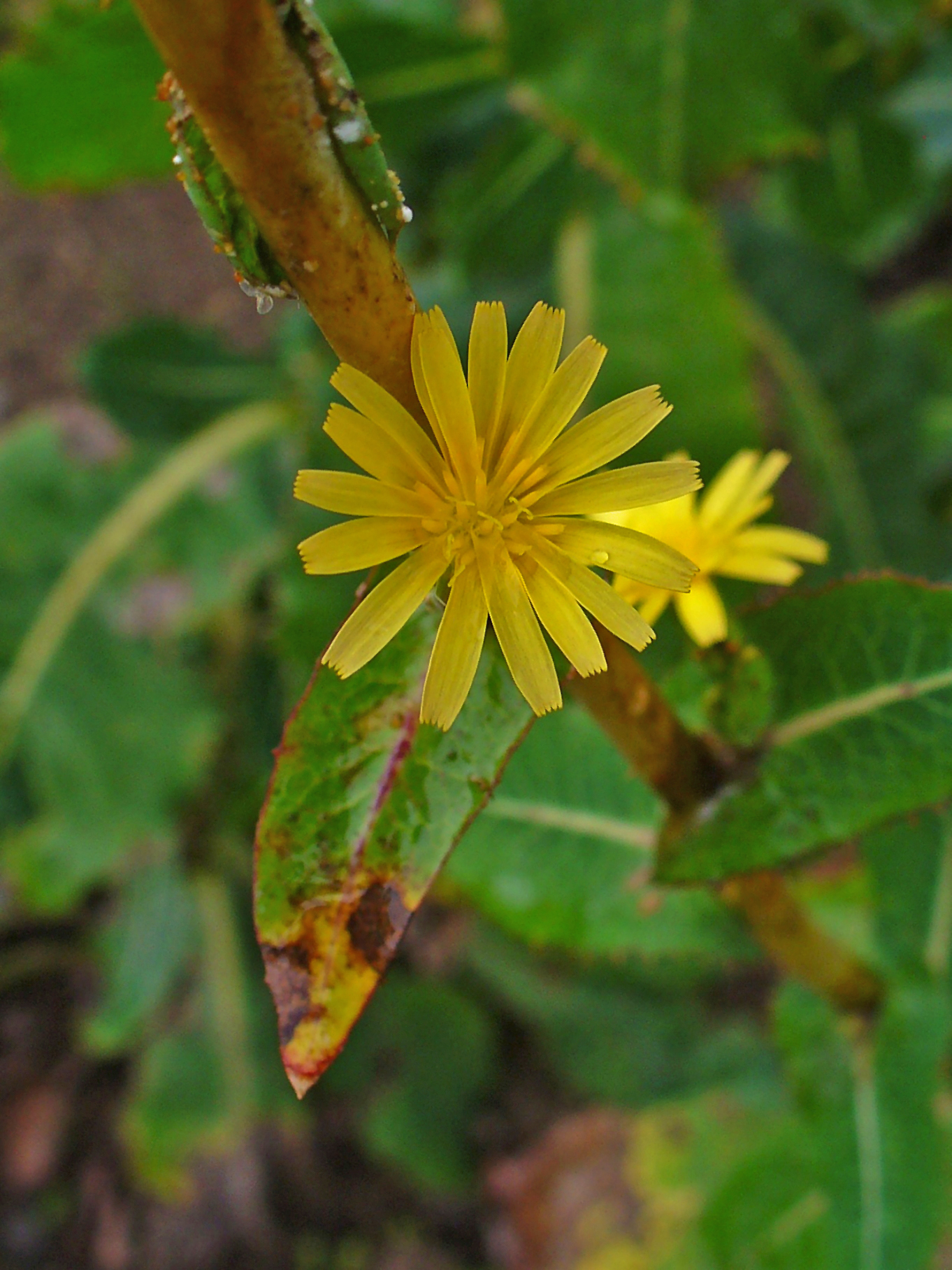
Detalle de la flor

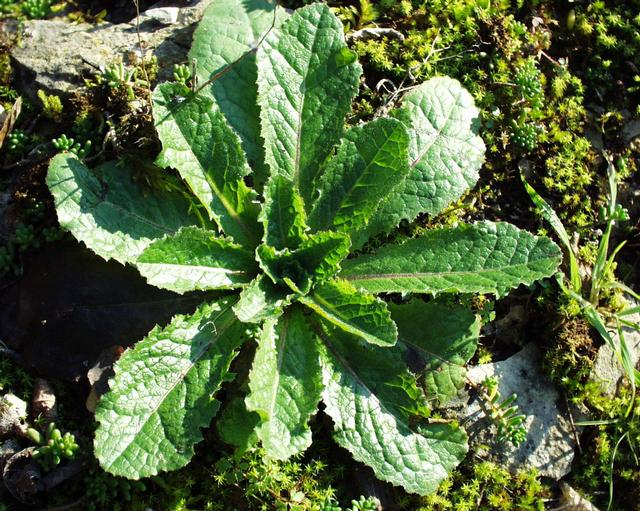
Vista de la planta

## Descripción
La lechuga silvestre es una planta perteneciente a la familia de las Asteráceas, de origen europeo, bienal, con raíz ampliamente ramificada. El tallo es recto, hueco, ramificado y liso, que suele pasar el metro de altura. Tiene hojas muy ligeramente ornadas de púas finas en los bordes, que siempre son lisas, a diferencia de la lactuca serriola, que es aserrada, de color verde azulado o morado por acción del frío. La inflorescencia está formada por una pequeña espiga de capítulos de color amarillo claro. Los frutos son negros y de pequeñas dimensiones.

## Distribución
Se encuentra en las costas de Gran Bretaña, raramente en el noreste de Irlanda. Lactuca virosa está muy difundida por el sur de Europa. También se la encuentra en Pakistán, India y Australia donde crece en forma silvestre.
En Norteamérica, se la ha documentado en California, Alabama, Iowa y Washington D. C. y también crece en otras partes del continente.

## Historia
El uso medicinal de las lechugas es viejo, como lo demuestra su presencia en la Capitulare de villis vel curtis imperii, una orden emitida por Carlomagno que reclama a sus campos para que cultiven  una serie de hierbas y condimentos incluyendo "lectucas" identificada actualmente como Lactuca virosa.

## Propiedades
La planta posee diversos compuestos químicos: alcaloides, ácidos orgánicos y sustancias amargas, ésteres (lactucerol), lactupicrina y lactucina, alcoholes, enzimas. 
Posee potentes efectos narcóticos, hipnóticos y sedantes. La ingestión de esta infusión calma la excitación nerviosa. El lactucarium (palabra aparentemente relacionada con opiarium) se obtiene realizado incisiones en los vasos lactíferos del tallo de la planta. Posee una acción similar al opio, pero no crea dependencia, por lo que la lechuga silvestre se conoce también como opio de lechuga. Consumida en grandes cantidades, puede producir colapso respiratorio por sobredosis.

## Uso
En papiros romanos datados hacia el 1600 a. C. se cita la lechuga silvestre como remedio para diversas dolencias. Fue documentada por el botánico Dioscórides en sus obras como "amiga del estómago; provoca el sueño, ablanda el vientre...". La planta se viene utilizando durante siglos por sus propiedades sedantes y anestésicas. En el Cáucaso y el Turquestán la Lactuca virosa era una planta utilizada por los derviches, quienes consumían su látex puro o mezclado con hachís para tener visiones y entrar en trance. En los siglos XVIII y XIX, los médicos y farmacéuticos utilizaban regularmente el Lactucarium, extracto del látex de la planta, cuando no disponían de opio. En áreas rurales de Francia y España fue relativamente popular el uso del cocimiento de tallos y hojas de lechuga silvestre como somnífero a finales del mismo siglo. En la década de 1970 se popularizó su consumo en EE. UU., vendiéndose bajo muchos nombres distintos, como Lettuce opium, l'opium y lettucene. Según parece el famoso artista catalán Gaudí, lo usaba como agente potenciador onirógeno.

## Taxonomía
Lactuca virosa fue descrita por Carlos Linneo y publicado en Species Plantarum 2: 795–796. 1753.
Citología
Número de cromosomas de Lactuca virosa (Fam. Compositae) y táxones infraespecíficos: 2n=18
Sinonimia
- Lactuca ambigua Schrad.
- Lactuca flavida Jord.
- Lactuca lactucarii Lamotte
- Lactuca patersonii Menezes
- Lactuca romana Garsault
- Lactuca schimperi Jord.
- Lactuca serratifolia Sennen
- Lactuca sinuata Forssk.
- Wiestia virosa (L.) Sch.Bip.[7]

## Nombre común
- lactucario (2), lechacino, lechara, lechariega, lecharina, lechera (2), lecheriega (2), lecherina (2), lecherina brava, lecherín, lechuga asnal, lechuga borde, lechuga brava (2), lechuga de asnos, lechuga espinosa, lechuga montés (4), lechuga ponzoñosa (10), lechuga silbestre, lechuga silvestre (14), lechuga venenosa (3), lechuga virosa (4), lechugueta, lechuguilla, lechuguitas, leicheriega, leitariega (2), liteira, rasposa, serrallón (6), serraya. (el número entre paréntesis indica las especies que tienen el mismo nombre en España)[8]